# إعدام بعد الوفاة
الإعدام بعد الوفاة هو شعيرةٌ أو احتفاليةٌ للتمثيل بجسدٍ متوفٍ (جثة) باعتباره نوعًا من العقاب. كان يُجرى عادةً لإظهار أنه حتى في حالة الموت، لا يمكن للمرء أن يُفلت من العدالة.